# 馬田壆
馬田壆（英語：Ma Tin Pok）是香港一個位於元朗區十八鄉的村落，於僑興路與大樹下西路交界，座落於馬田村、龍田村、西漁涌和深涌村之間。馬田壆村並非原居民村，不從屬於其他村落，亦沒有加入十八鄉鄉事委員會。

## 歷史
馬田壆一帶是山貝河合流的地方，兩河分別源自大棠和塘頭埔，該處建有馬田橋連接元朗新墟和十八鄉各村。1950年代起，馬田壆開始有人定居，逐漸發展成一條雜姓村落，村口大街兩旁大多數是永久屋宇，周邊則以寮屋為主。由於馬田壆村為處河流交匯地，居民常受水災困擾。政府於1963年落實元朗防洪工程計劃，將山貝河河道重建成一條大明渠（元朗大坑渠）和數條支渠，現時馬田壆村內仍然保留著數條原山貝河河溪。早年有村民在村內搭建了一個簡單天后神位作供奉，祈求風調雨順。1974年，村民組織「合眾堂花炮會」參與天后寶誕會景巡遊，並重修天后宮，天后宮曾於1988年及2004年復修。1989年，馬田壆村花炮會新會所落成。

## 軼事
1990年代，馬田壆村多次有村民中六合彩頭獎和二獎，引來香港電視台連同風水師到村內採訪。

## 近年發展
2006年，貫通元朗南東西部的十八鄉路通車，將馬田壆村一分為二。2011年，恆基兆業就一幅位於馬田壆的地皮向城規會申請改劃地段以發展低密度住宅，但遭到否決。業主向居於該地的花農收地，引起法律糾紛和衝突，其間花農多次遭人騷擾，直到2018年遷出。業主其後基於政府「青年宿舍計劃」，捐出該地作青年宿舍發展，以興建一座27層高的青年宿舍。該宿舍於2022年落成，由保良局營運，並命名為保良局李兆基青年綠洲。

## 外部連結
- 馬田壆的Facebook專頁
- 保良局李兆基青年綠洲 （页面存档备份，存于）